# سییا کیتانو
سییا کیتانو (انگلیسی: Seiya Kitano؛ زادهٔ ۲ اوت ۱۹۹۷) بازیکن فوتبال اهل ژاپن است.